# 巴朗-米雷
巴朗-米雷（法語：Ballan-Miré，法語發音：[balɑ̃ miʁe] ⓘ）是法国安德尔-卢瓦尔省的一个市镇，位于该省中部偏西，省会图尔市区西南约5公里，属于图尔区和图尔-卢瓦尔河谷都会区。

## 历史
巴朗-米雷于1818年由原市镇巴朗（Ballan）和米雷（Miré）合并而成。二战后随着图尔人口的扩张而逐渐城市化，现为图尔市区西南部的重要居民区。

## 地理
巴朗-米雷（47°20'30"N, 0°36'47"E）面积26.16 平方千米，位于法国中央-卢瓦尔河谷大区安德尔-卢瓦尔省，该省份为法国中西部省份，北起萨尔特省、东北接卢瓦-谢尔省，东南接安德尔省，南至维埃纳省，西临曼恩-卢瓦尔省。
与巴朗-米雷接壤的市镇（或旧市镇、城区）包括：拉里什、安德尔河畔阿尔塔讷、德吕、茹埃莱图尔、圣热努、萨沃尼耶尔。
巴朗-米雷的时区为UTC+01:00、UTC+02:00（夏令时）。

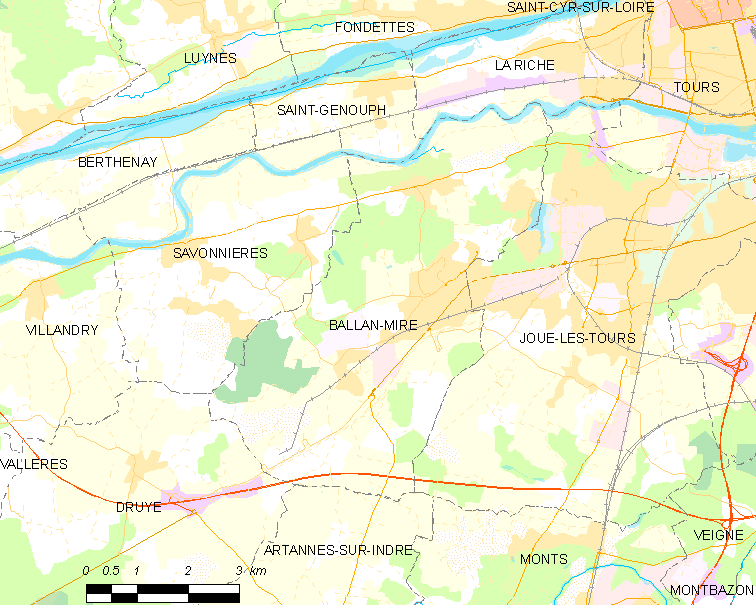
巴朗-米雷的OSM定位图

## 行政
巴朗-米雷的邮政编码为37510，INSEE市镇编码为37018。

## 政治
巴朗-米雷所属的省级选区为巴朗-米雷县。

## 文化

### 体育
西部图尔人足球俱乐部（Football club ouest tourangeau）主场位于巴朗-米雷，现参加法国第五梯队的足球联赛。

## 交通
巴朗-米雷是图尔都市圈的组成部分，图尔公交30路经过境内。
安德尔-卢瓦尔省省道D7线沿谢尔河左岸经过巴朗-米雷镇北部，另有省道D127线和D751线经过镇中心。
巴朗-米雷站停靠往返于图尔和希农之间的区域列车。

## 人口

1962-2008年间巴朗-米雷人口变化图示

巴朗-米雷于2022年1月1日时的人口数量为8347人。